# 飯塚市立片島小学校
飯塚市立片島小学校（いいづかしりつ かたしましょうがっこう）は、福岡県飯塚市片島三丁目にある公立小学校。

## 沿革
- 1876年（明治9年）9月21日 - 水江小学校として開校。
- 1880年（明治13年）4月1日 - 川津小学校と改称。
- 1886年（明治19年）4月1日 - 川津尋常小学校と改称。
- 1910年（明治43年）4月1日 - 高等科を併設、川津尋常高等小学校と改称。
- 1941年（昭和16年）4月1日 - 川津国民学校と改称。
- 1947年（昭和22年）4月1日 - 飯塚市立川津小学校と改称。
- 1960年（昭和35年） - 火災により、校舎の一部を焼失。
- 1974年（昭和49年） - 鉄筋3階建校舎が落成。
- 1982年（昭和57年） -管理棟・特別教室・体育館落成、プール完成。
- 1996年（平成8年） -創立100周年を迎える。
- 2003年（平成15年） -校舎大規模改修により、下足場とトイレがバリアフリーになる
- 2007年（平成19年） -外国人児童教育支援教室が開設される。

## 通学区域
- 飯塚市[1]
  - 片島栄町・片島本町・片島若宮町・片島勝守町・東川津・西川津・東横田・西横田・南横田・中央区・旭ケ丘・二瀬本町

卒業生は基本的に飯塚市立飯塚第一中学校と飯塚市立二瀬中学校へ分かれて進学するが、2016年以降は基本的に飯塚市立飯塚第一中学校だけに進学することになる予定。

## 周辺
- 飯塚市消防本部/飯塚消防署
- 飯塚川津郵便局
- 勝盛公園
- 国道201号
- 建花寺川

## アクセス
- 西鉄バス 勝盛バス停下車 北へ300m
- 国道200号沿い